# Tunaforsarna

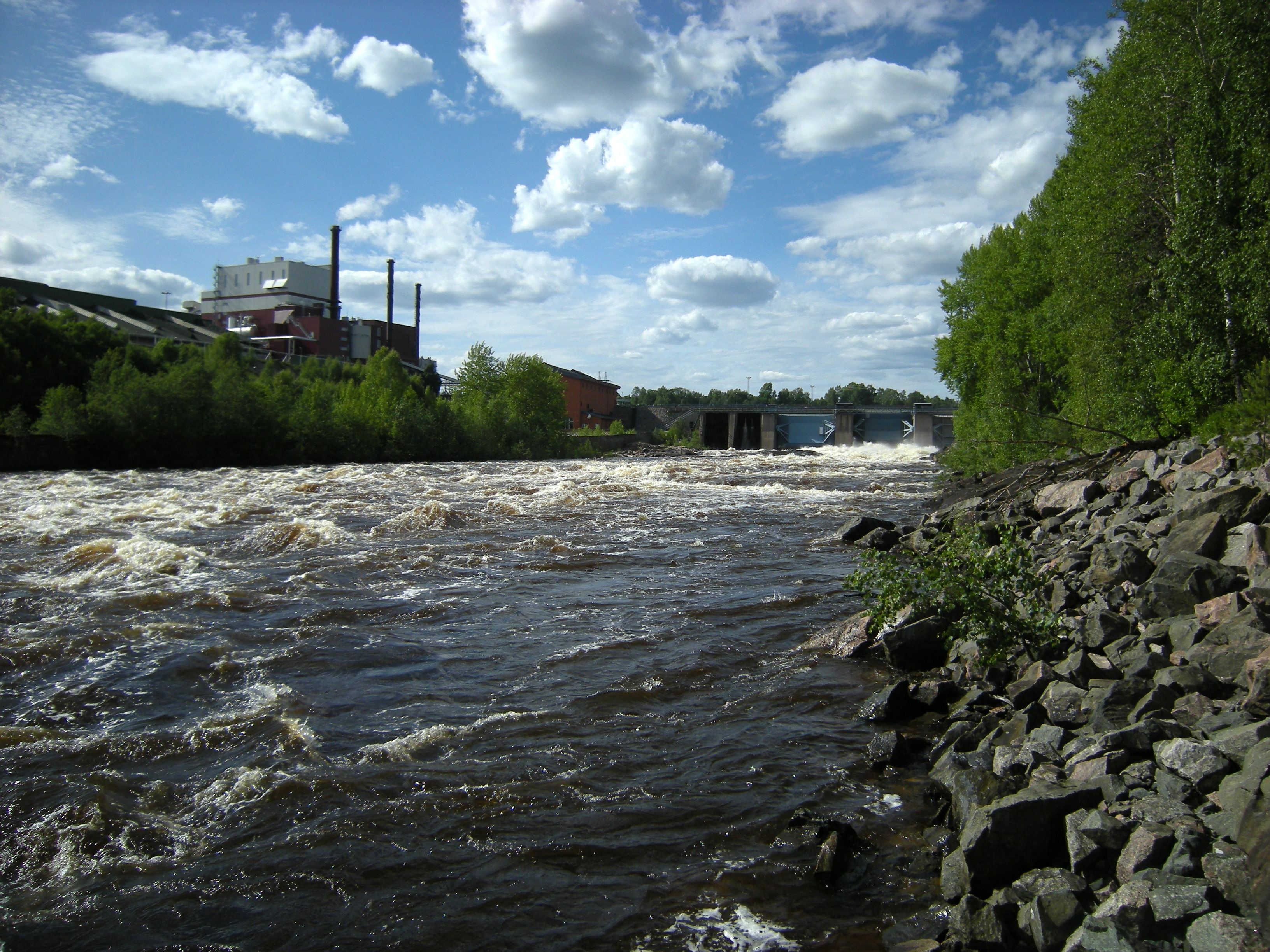
Kvarnsvedsforsen.

Tunaforsarna är samlingsnamnet på fyra forsar i Dalälven nära Borlänge.
På relativt kort avstånd mellan varandra finns fyra forsar i Dalälven på dess lopp genom Borlänge. Vid samtliga forsar finns det numera kraftstationer.
Räknat från norr är den första forsen Forshuvudforsen norr om Kvarnsveden. Den andra är Kvarnsvedsforsen. Den tredje är Bullerforsen och den sydligaste Domnarvsforsen.